# Дуюнова, Мария Александровна
Мари́я Алекса́ндровна Дуюно́ва (англ. Maria Duyunova, Mariia Duiunova; 30 апреля 1990, Ленинград, СССР) — российская кёрлингистка.
Игрок смешанной сборной России на чемпионате мира по кёрлингу среди смешанных команд 2016.
Мастер спорта России международного класса (кёрлинг, 2016).
Выступает за клуб «Адамант» (Санкт-Петербург).

## Достижения
- Зимние Универсиады: серебро (2017).
- Кубок России по кёрлингу среди женщин: серебро (2014, 2017)[4].
- Чемпионат мира по кёрлингу среди смешанных команд: золото (2016).
- Чемпионат России по кёрлингу среди смешанных команд: золото (2013, 2016, 2017), серебро (2015)[4].
- Кубок России по кёрлингу среди смешанных команд: золото (2014), серебро (2009), бронза (2017).

## Команды
| Сезон                                               | Четвёртый               | Третий               | Второй               | Первый               | Запасной                                                                    | Турниры                                                   |
| --------------------------------------------------- | ----------------------- | -------------------- | -------------------- | -------------------- | --------------------------------------------------------------------------- | --------------------------------------------------------- |
| 2007—08                                             | Виктория Моисеева       | Мария Дуюнова        | Дарья Антонова       | Алёна Борисова       | Светлана Митрофанова                                                        | ЧРЖ 2008 (10 место) (СКА-1, СПб)                          |
| 2008—09                                             | Мария Дуюнова           | Дарья Липец          | Вера Корнилова       | Дарья Верховина      |                                                                             | ПРЮД-18 2008 (4-е место) (СКА, СПб)                       |
| 2009—09                                             | Мария Дуюнова           | Анна Мыльникова      | Елизавета Соловьева  | Елена Ильиных        |                                                                             | ПРЮД-21 2009 (9-е место) (ШВСМ ЗВС, СПб)                  |
| 2008—09                                             | Мария Дуюнова           | Анна Мыльникова      | Мария Виноградова    | Алёна Борисова       |                                                                             | ЧРЖ 2009 (10 место) (ШВСМ ЗВС, СПб)                       |
| 2009—10                                             | Виктория Моисеева       | Оксана Гертова       | Мария Дуюнова        | Алёна Борисова       |                                                                             | КРЖ 2009 (7-е место) (СКА-2, СПб)                         |
| 2009—10                                             | Виктория Моисеева       | Оксана Гертова       | Олеся Глущенко       | Алёна Борисова       | Мария Дуюнова                                                               | ПРЮД-21 2010 · (СПб-1, СПб)                               |
| 2009—10                                             | Виктория Моисеева       | Оксана Гертова       | Олеся Глущенко       | Мария Дуюнова        | Алёна Борисова                                                              | ЧРЖ 2010 (5-е место) (Высшая лига — А) (СКА-2, СПб)       |
| 2010—11                                             | Виктория Моисеева       | Оксана Гертова       | Олеся Глущенко       | Мария Дуюнова        | Алёна Борисова                                                              | КРЖ 2010 (6 место)                                        |
| 2010—11                                             | Виктория Моисеева       | Оксана Гертова       | Олеся Глущенко       | Мария Дуюнова        | Олеся Колесникова                                                           | ЧРЖ 2011 (6-е место) (Высшая лига — А) (Адамант-СКА, СПб) |
| 2011—12                                             | Оксана Гертова          | Мария Дуюнова        | Олеся Глущенко       | Олеся Колесникова    |                                                                             | [ 11 ]                                                    |
| 2011—12                                             | Виктория Моисеева       | Мария Дуюнова        | Оксана Гертова       | Олеся Глущенко       | Олеся Колесникова                                                           | КРЖ 2011 (11 место)                                       |
| 2011—12                                             | Виктория Моисеева       | Оксана Гертова       | Олеся Глущенко       | Мария Дуюнова        | Олеся Колесникова                                                           | ЧРЖ 2012 (4-е место) (Адамант-СКА, СПб)                   |
| 2013—14                                             | Виктория Моисеева       | Оксана Гертова       | Олеся Глущенко       | Олеся Колесникова    | Мария Дуюнова                                                               | [ 13 ]                                                    |
| 2013—14                                             | Оксана Гертова          | Олеся Глущенко       | Мария Дуюнова        | Олеся Колесникова    |                                                                             | КРЖ 2013 (6 место)                                        |
| 2015—16                                             | Виктория Моисеева       | Юлия Портунова       | Юлия Гузиева         | Анастасия Брызгалова | Мария Дуюнова тренер: Сергей Беланов                                        | СКРЖ 2015 (проигрыш 0:4)                                  |
| 2015—16                                             | Виктория Моисеева       | Оксана Гертова       | Олеся Глущенко       | Мария Дуюнова        | Анастасия Брызгалова                                                        | ЧРЖ 2016 (4 место)                                        |
| 2016—17                                             | Виктория Моисеева       | Мария Дуюнова        | Оксана Гертова       | Арина Заседателева   | Полина Биккер                                                               | КРЖ 2016 (5-е место) (Адамант 2, СПб)                     |
| 2016—17                                             | Виктория Моисеева       | Ульяна Васильева     | Галина Арсенькина    | Юлия Портунова       | Мария Дуюнова                                                               | ЗУ 2017                                                   |
| 2017—18                                             | Виктория Моисеева       | Мария Бакшеева       | Мария Дуюнова        | Арина Заседателева   | Полина Биккер                                                               | КРЖ 2017                                                  |
| 2018—19                                             | Мария Бакшеева          | Мария Дуюнова        | Оксана Гертова       | Арина Заседателева   | Анастасия Беликова                                                          | КРЖ 2018 (5 место)                                        |
| 2018—19                                             | Мария Бакшеева          | Мария Дуюнова        | Виктория Дупонт      | Арина Заседателева   | Оксана Гертова                                                              | ЧРЖ 2019 (6 место)                                        |
| Кёрлинг среди смешанных команд (mixed curling)      |                         |                      |                      |                      |                                                                             |                                                           |
| 2007—08                                             | Антон Бобров            | Анна Мыльникова      | Александр Бойко      | Мария Дуюнова        |                                                                             | ЧРСК 2008 (9-е место) (сборная СПб)                       |
| 2008—09                                             | Денис Яковлев           | Анна Мыльникова      | Александр Орлов      | Мария Дуюнова        | тренеры: И.В. Колесникова, К.Ю. Задворнов, М.Б. Черепанов                   | КРСК 2008 (4-е место) (ШВСМ ЗВС, СПб)                     |
| 2008—09                                             | Иван Уледев             | Ольга Волохова       | Никита Першаков      | Мария Дуюнова        | тренеры: И.В. Колесникова, А.В. Колесников                                  | ЧРСК 2009 (13-е место) (СКА-2, СПб)                       |
| 2009—10                                             | Валентин Деменков       | Виктория Моисеева    | Иван Уледев          | Мария Дуюнова        | Ирина Колесникова тренеры: А.В. Колесников, И.В. Колесникова, О.М. Волохова | КРСК 2009 · (ШВСМ ЗВС, СПб)                               |
| 2009—10                                             | Денис Яковлев           | Виктория Моисеева    | Валентин Деменков    | Мария Дуюнова        |                                                                             | ЧРСК 2010 (6 место, гр. В) (СКА-2, СПб)                   |
| 2010—11                                             | Виктория Моисеева       | Денис Яковлев        | Мария Дуюнова        | Иван Уледев          | Никита Першаков, Яна Некрасова                                              | КРСК 2010 (4-е место) (СКА, СПб)                          |
| 2010—11                                             | Яна Некрасова           | Александр Орлов      | Виктория Моисеева    | Александр Бойко      | Мария Дуюнова                                                               | ЧРСК 2011 (4 место) (СКА-Адамант, СПб)                    |
| 2011—12                                             | Яна Некрасова           | Александр Орлов      | Мария Дуюнова        | Иван Уледев          | Виктория Моисеева                                                           | КРСК 2011 (5 место) (СПб-1, СПб)                          |
| 2011—12                                             | Яна Некрасова           | Алексей Камнев       | Виктория Моисеева    | Александр Орлов      | Мария Дуюнова                                                               | ЧРСК 2012 (6 место) (СПб-2, СПб)                          |
| 2012—13                                             | Андерс Краупп           | Вита Моисеева        | Александр Орлов      | Мария Дуюнова        | Владислав Гончаренко                                                        | ЧРСК 2013                                                 |
| 2013—14                                             | Роман Кутузов           | Валерия Шелкова      | Вадим Раев           | Мария Дуюнова        |                                                                             | ЧЕСК 2013 (21-е место)                                    |
| 2013—14                                             | Александр Крушельницкий | Виктория Моисеева    | Александр Орлов      | Мария Дуюнова        | Илья Бадилин                                                                | ЧРСК 2014 (5 место)                                       |
| 2014                                                | Александр Крушельницкий | Виктория Моисеева    | Илья Бадилин         | Мария Дуюнова        |                                                                             | КРСК 2014                                                 |
| 2014—15                                             | Александр Крушельницкий | Мария Дуюнова        | Даниил Горячев       | Яна Гаршина          |                                                                             | ЧРСК 2015                                                 |
| 2015—16                                             | Александр Крушельницкий | Анастасия Брызгалова | Даниил Горячев       | Мария Дуюнова        |                                                                             | ЧРСК 2016 · ЧМСК 2016                                     |
| 2016—17                                             | Александр Крушельницкий | Анастасия Брызгалова | Даниил Горячев       | Мария Дуюнова        |                                                                             | ЧРСК 2017                                                 |
| 2017—18                                             | Андрей Дроздов          | Мария Бакшеева       | Александр Орлов      | Мария Дуюнова        |                                                                             | КРСК 2017                                                 |
| 2017—18                                             | Анастасия Брызгалова    | Даниил Горячев       | Мария Дуюнова        | Александр Быстров    |                                                                             | ЧРСК 2018 (7 место)                                       |
| 2018—19                                             | Константин Манасевич    | Мария Дуюнова        | Вадим Шведов         | Арина Заседателева   |                                                                             | КРСК 2018 (5 место)                                       |
| 2018—19                                             | Сергей Морозов          | Мария Дуюнова        | Константин Манасевич | Арина Заседателева   |                                                                             | ЧРСК 2019 (6 место)                                       |
| 2019—20                                             | Сергей Морозов          | Мария Дуюнова        | Константин Манасевич | Анастасия Беликова   |                                                                             | КРСК 2019 (14 место)                                      |
| Кёрлинг среди смешанных пар (mixed doubles curling) |                         |                      |                      |                      |                                                                             |                                                           |
| 2008—09                                             | Денис Яковлев           | Мария Дуюнова        |                      |                      | Валентин Деменков                                                           | КРСП 2008                                                 |
| 2009—10                                             | Иван Уледев             | Мария Дуюнова        |                      |                      | Пётр Дрон                                                                   | КРСП 2009                                                 |
| 2011—12                                             | Иван Уледев             | Мария Дуюнова        |                      |                      |                                                                             | КРСП 2011 (9 место) ЧРСП 2012 (19 место)                  |
| 2012—13                                             | Дмитрий Старцев         | Мария Дуюнова        |                      |                      |                                                                             | КРСП 2012 (15 место)                                      |
| 2012—13                                             | Мария Дуюнова           | Дмитрий Старцев      |                      |                      |                                                                             | ЧРСП 2013 (20 место)                                      |
| 2013—14                                             | Мария Дуюнова           | Александр Орлов      |                      |                      |                                                                             | ЧРСП 2014 (17 место)                                      |
| 2014—15                                             | Мария Дуюнова           | Иван Уледев          |                      |                      |                                                                             | ЧРСП 2015 (5 место)                                       |
| 2018—19                                             | Мария Дуюнова           | Сергей Морозов       |                      |                      |                                                                             | ЧРСП 2019 (15 место)                                      |
| 2019—20                                             | Мария Дуюнова           | Сергей Морозов       |                      |                      |                                                                             | КРСП 2019 (7 место)                                       |
| 2019—20                                             | Мария Дуюнова           | Евгений Тхабисимов   |                      |                      |                                                                             | ЧРСП 2020 (20 место)                                      |

(скипы выделены полужирным шрифтом)